# Кирил Ивков
Вижте пояснителната страница за други личности с името Ивков.
Кирил Лозанов Ивков е български футболист, защитник, а впоследствие треньор по футбол. Легенда на Левски (София).
В А група има 323 мача с 9 гола – 30 мача за Миньор (Перник) и 293 мача с 9 гола за Левски. Обявен два пъти за Футболист № 1 на България през 1974 г. и 1975 г., носител и на Купата за спортсменство през 1975 г. С Левски е четирикратен шампион на България и четирикратен носител на националната купа.
Между 1968 г. и 1979 г. записва 44 мача с 1 гол за националния отбор на България. Участник на Летните олимпийски игри 1968 и на Световното първенство по футбол 1974.
Неговият син адвокат Ивайло Ивков е избран на 13 октомври 2021 г. за Изпълнителен директор на Левски, на мястото на Павел Колев.

## Биография

### Футболна кариера
Роден е на 21 юни 1946 г. в Перник. Започва футболната си кариера в местния ФК „Металург“. През 1965 г. преминава в другия градски отбор Миньор. През 1965/66 записва 33 мача с 1 гол в Южната Б група, а през 1966/67 30 мача в А група.
През лятото на 1967 г. Ивков преминава в Левски (София) и веднага се утвърждава като основен футболист. Хладнокръвен, спокоен и сигурен бранител с навременни и точни намеси. Пример за спортсменство. Остава в Левски общо 11 сезона, като има на сметката си 375 мача с 15 гола – 293 мача с 9 гола в А група, 52 мача с 5 гола за националната купа и 30 мача с 1 гол в евротурнирите. С Левски става шампион на България през 1967/68, 1969/70, 1973/74 и 1976/77, както и носител на купата през 1969/70, 1970/71, 1975/76 и 1976/77. Награден с бронзов орден на труда през 1968 г. Удостоен с почетното звание „Заслужил майстор на спорта“ (1973).
На 2 октомври 1968 г. Ивков дебютира за олимпийския отбор на България в контрола срещу Гана, която е спечелена с 10:0. Мачът е дни преди началото на футболния турнир от Летните олимпийски игри 1968 в Мексико. В него той участва в 5 срещи, а България достига до финала и печели сребърните медали. Ивков бележи гол при победата със 7:0 срещу Тайланд на 14 октомври. С националния отбор участва и на Световното първенство по футбол 1974 в Германия. В своята кариера общо 10 пъти извежда България с капитанската лента.
През 1978 г. Ивков преминава в Етър (Велико Търново) и става капитан на отбора. Играе през сезон 1978/79, в който виолетовите завършват на 1-во място в Северната Б група. През лятото на 1979 г. слага край на кариерата си на 33-годишна възраст.

### Треньорска кариера
Ивков завършва ВИФ „Георги Димитров“. През януари 1980 г., месеци след като прекратява активната си състезателна кариера, е назначен за помощник-треньор на националния отбор в щаба на Атанас Пържелов.
През сезон 1985/86 е старши треньор на Левски (София), като печели Купата на България. Водил е също Осъм (Ловеч), Сливен, Спартак (Варна), Етър (Велико Търново), кипърския Етникос и Черноморец (Бургас).

## Успехи

### Като футболист
Левски (София)
- А група –  Шампион (4): 1967/68, 1969/70, 1973/74, 1976/77
- Национална купа –  Носител (4): 1969/70, 1970/71, 1975/76, 1976/77

България
- Летни олимпийски игри –  Сребърен медалист: 1968

#### Индивидуални
- Футболист № 1 на България (2): 1974, 1975

### Като треньор
Левски (София)
- Национална купа –  Носител: 1985/86